# Estola benjamini
Estola benjamini là một loài bọ cánh cứng trong họ Cerambycidae.